# Ernst Öpik
Ernst Julius Öpik (Kunda, 23 ottobre 1893 – Bangor, 10 settembre 1985) è stato un astronomo e astrofisico estone.

## Carriera
Öpik frequentò l'Università statale di Mosca per specializzarsi negli studi dei corpi minori, quali asteroidi, comete e meteore, completando i propri studi con un dottorato all'Università di Tartu. Nel 1944, con l'avvicinarsi dell'Armata Rossa, Öpik decise di abbandonare l'Estonia e di recarsi in Germania, divenendo il rettore dell'Università Baltica in esilio. Dal 1948 fino alla fine della propria carriera lavorò all'Osservatorio di Armagh nell'Irlanda del Nord.

## Il lavoro di ricerca
Nel 1922 predisse correttamente la presenza dei crateri di Marte. Ma la propria fama è legata maggiormente alla teoria, esposta nel 1932, della presenza di una nube di detriti orbitante oltre Plutone. Secondo l'ipotesi di Öpik tale nube sarebbe l'origine della maggior parte delle comete presenti nel nostro sistema solare. La nube prese il nome di Nube di Oort o, in onore della propria teoria, nube di Öpik-Oort.

## I riconoscimenti
- Nel 1968 gli è stata assegnata la Medaglia Leonard[1].

- Nel 1975 gli fu assegnata la Medaglia d'Oro della Royal Astronomical Society.

- Nel 1976 gli fu conferita la Medaglia Bruce.

- L'asteroide 2099 Öpik è stato chiamato così in suo onore.